# فيليبي (لاعب كرة قدم مواليد 1994)
فيليبي هو لاعب كرة قدم برازيلي في مركز الدفاع، ولد في 10 أبريل 1994 في مارانغوابي في البرازيل. لعب مع نادي فورتاليزا.

## وصلات خارجية
- فيليبي (لاعب كرة قدم مواليد 1994) على موقع قاعدة بيانات كرة القدم.إي يو (الإنجليزية)
- فيليبي (لاعب كرة قدم مواليد 1994) على موقع Soccerway.com (الإنجليزية)
- فيليبي (لاعب كرة قدم مواليد 1994) على موقع عالم كرة القدم.نت (الإنجليزية)